# 李凯 (足球运动员)
李凯（1989年7月25日—），中国足球运动员，司职前鋒。

## 职业生涯
2010年初，李凯从大连实德租借至陕西浐灞效力。2011赛季正式转会加盟陕西浐灞。2013年中，李凯以租借方式加盟中乙新军青岛海牛效力。2014年，李凯正式转会加盟青岛海牛。